# Elliott Murphy
Elliott James Murphy (New York, 16 marzo 1949) è un cantautore e giornalista statunitense.
Il suo stile riflette quello di artisti come Bruce Springsteen, Lou Reed e Talking Heads.

## Biografia
Nato a New York e cresciuto a Garden City, come molti suoi coetanei, negli anni sessanta forma una band, i Rapscallion, con i quali nel 1966 vince il concorso per band dello stato di New York. All'inizio degli anni Settanta si esibisce in Europa, suonando per le strade e in piccoli locali, ottiene anche una parte come comparsa nel film Roma di Fellini. Rientrato negli USA si esibisce nel circuito underground di New York insieme ai New York Dolls, Patti Smith ed alcuni artisti di quella che sarà la new wave americana. Il critico Paul Nelson lo segnala alla Polydor, per la quale esordisce sul mercato discografico con Aquashow, ottenendo unanimi consensi di critica, ma deludenti riscontri commerciali nonostante contenga Last of The Rockstars, una delle migliori composizioni di tutta la sua carriera, poco meglio andò con gli album successivi: Lost Generation (1975), Night Light (1976) album contenente Diamonds by the Yard, forse il pezzo più famoso di Murphy e Just a Story from America (1977).
Nel 1980 Murphy fonda la propria etichetta discorgrafica, la Courtesan, con la quale pubblica l'album Affairs (1980), il folk-rock Murph the Surf (1981) e Party Girls/Broken Poes (1984) nominato ad un New York Music Award come miglior album dell'anno.

Gli album successivi, pur mantenendosi su un livello più che buono, non riescono ad eguagliare i precedenti, e negli USA inizia ad avere seri problemi per la pubblicazione dei suoi lavori. In Europa, tuttavia, la situazione era completamente diversa, i concerti nel vecchio continente registravano sempre un'ottima affluenza di pubblico ed i suoi album vendevano sempre molte copie e forse questo fu uno dei motivi che spinse Murphy a trasferirsi a Parigi, nel 1990.
La vita parigina diede nuovo impulso alla sua vena creativa e iniziò a comporre a ritmo frenetico, uscendo con album sempre più maturi, tra questi ricordiamo Selling the Gold che contiene i brani Is Fellini Really Dead?, King of the Serpentine e la struggente Everything I do (Leads me Back to You) in duetto con uno dei suoi più grandi amici ed estimatori, Bruce Springsteen.
Tra la fine degli anni '80 e l'inizio dei '90 Murphy collabora con Graziano Romani ed i suoi Rocking Chairs, in qualità di musicista e produttore degli album Freedom Rain (1989) e No Sad Goodbyes (1990).
Della title track di Freedom Rain viene girato anche un video che lo vede al fianco del cantante Graziano Romani.
Tra gli altri album si segnalano Beauregard, La terre commune, Soul Surfing, Rainy Season e il disco blues Murphy Gets Muddy, dove, assistito da Olivier Durand (ormai presenza fissa nella band da anni), ci regala un mix di cover di mostri sacri del blues e brani propri.
In Italia, Murphy ha collaborato dal 1993 con Lorenzo Bertocchini e i suoi Apple Pirates.
Ha partecipato come ospite a Musicultura 2010, festival che si svolge annualmente nel mese di giugno allo Sferisterio di Macerata.
Attualmente vive a Parigi con la moglie Françoise Viallon e il figlio Gaspard, anch'egli cantante e chitarrista e (dal 2011) arrangiatore di alcuni brani registrati da Murphy.

## Discografia

### Album in studio
- 1973 - Aquashow
- 1975 - Lost Generation
- 1976 - Night Lights
- 1977 - Just a Story from America
- 1980 - Affairs
- 1982 - Murph the Surf
- 1984 - Party Girls / Broken Poets
- 1986 - Milwaukee
- 1987 - Après Le Déluge
- 1988 - Change Will Come
- 1990 - 12
- 1991 - If Poets Were King
- 1993 - Unreal City
- 1995 - Selling the Gold
- 1998 - Beauregard
- 2000 - Rainy Season
- 2001 - La Terre Commune (con Iain Matthews)
- 2002 - Soul Surfing
- 2003 - Strings of the Storm
- 2005 - Murphy Gets Muddy (con Olivier Durand)
- 2007 - Coming Home Again (con Olivier Durand)
- 2008 - Notes from the Underground
- 2010 - Elliott Murphy
- 2012 - It Takes a Worried Man
- 2014 - Intime
- 2015 - Aquashow Deconstructed

### Live
- 1989 - Live Hot Point (con Chris Spedding)
- 1999 - April - a Live Album (con Olivier Durand)
- 2001 - The Last of the Rock Stars... and Me and You (con The Rainy Season Band)
- 2004 - Live Hot Point (con Chris Spedding e Garland Jeffreys)
- 2009 - Alive in Paris (con The Normandy All Stars)
- 2011 - Just a Story from New York (con The Normandy All Stars)

### Raccolte
- 1992 - Diamonds by the Yard
- 1996 - Going Through Something: The Best of Elliott Murphy
- 2005 - Never Say Never - The Best of 1995-2005... and more
- 2013 - Lost Generation & Night Lights: The RCA Years

### EP
- 2002 - Soul Surfing - The Next Wave (con Olivier Durand)